# Juan José López Martos
Juan José López Martos (Adra, Almería, 1938) político español del Partido Socialista Obrero Español. Consejero de Obras Públicas y Transportes de la Junta de Andalucía.

## Biografía
Empezó su carrera política como senador por la provincia de Granada entre 1977 y 1979. Tras ello, fue diputado andaluz entre 1982 y 1983, año en el deja el cargo, pues es nombrado delegado del Gobierno en la Confederación Hidrográfica del Sur de España. En 1990, Manuel Chaves lo nombra Consejero de Obras Públicas y Transportes de la Junta de Andalucía, cargo que mantendría hasta la formación del nuevo gobierno, cuando fue sustituido por Francisco Vallejo Serrano. 
En 2004, con el triunfo de José Luis Rodríguez Zapatero, la nueva ministra de Medio Ambiente, Cristina Narbona lo nombra director general de Obras Hidráulicas, dimitiendo del cargo de director del Instituto Andaluz del Agua.